# Vendredi 13 (série télévisée)
Pour les articles homonymes, voir Vendredi 13 (homonymie).
Vendredi 13 ou L'Entrepôt du diable ou La Boutique aux maléfices (Friday the 13th: The Series) est une série télévisée américaine constituée de 72 épisodes d'une durée de 43 minutes par épisode, créée par Frank Mancuso Jr. et diffusée entre le 28 septembre 1987 et le 26 mai 1990 en syndication. Cette série n'a rien à voir avec le personnage Jason Voorhees.
En France, seule la première saison a été diffusée en commençant par un téléfilm de 90 minutes intitulé Vendredi 13: La Couette d'Aphrodite (montage des épisodes 19 et 20), programmé le vendredi 10 novembre 1989 à 20h40. Puis la suite chaque lundi à 22h45 à partir du 13 novembre 1989 dans Les Accords du Diable sur La Cinq.

Puis rediffusion partielle sous le titre L'Entrepôt du diable du 1er juillet 1994 au 16 septembre 1994, puis du 11 janvier 1995 au 22 février 1995, et enfin du 6 juillet 1998 au 31 août 1998 sur TF1.
Les deux premiers épisodes de la saison 3 sont sortis en France en VHS sous la forme d'un téléfilm nommé Prophéties.
En Belgique, la série a été diffusée par RTL-TVI le vendredi en fin de soirée entre 1989 et 1990, et au Québec entre 1989 et 1990 à TQS le vendredi en fin de soirée, juste avant Ciné-Frisson, a été rediffusée à partir de février 2000 à Séries+.

## Synopsis
Lewis Vendredi avait signé un pacte avec le diable : en échange de la fortune et de l'immortalité, il s'engageait à vendre des objets maudits dans sa boutique d'antiquités. Mais fatigué d'être la marionnette du diable, il rompt le pacte et meurt. Deux neveux éloignés (Michelle Foster et Ryan Dallion) héritent du magasin et sont contraints de récupérer toutes les marchandises vendues dans l'espoir d'éviter la malédiction diabolique. Ils seront aidés de Jack Marshak, un spécialiste des sciences occultes et ami de Lewis.

## Distribution
- John D. LeMay (en) : Ryan Dallion
- Louise Robey (en) : Michelle « Micki » Foster
- Chris Wiggins : Jack Marshak
- Steve Monarque (en) : Johnny Ventura
- R. G. Armstrong : Lewis Vendredi

## Épisodes

### Première saison (1987-1988)
L'ordre des épisodes en version française est différent de la version originale, indiqué entre parenthèses.
1. L'Héritage (The Inheritance #1)
2. La flèche de Cupidon (Cupid's Quiver #3)
3. La Plume empoisonnée (The Poison Pen #2)
4. Une tasse de jouvence (A Cup of Time #4)
5. Docteur Jack (Doctor Jack #7)
6. Le Grand Montarro (The Great Montarro #6)
7. L'Ombre mortelle (Shadow Boxer #8)
8. Un oncle d'enfer (Hellowe'en #5)
9. Faites broyer la banque (Root of all Evil #9)
10. Conte des ténèbres (Tales of the Undead #10)
11. L'Épouvantail qui tue (Scarecrow #11)
12. Les Faux Guérisseurs (Faith Healer #12)
13. La Lanterne (Bedazzled #14)
14. Une histoire de vampire (The Baron's Bride #13)
15. Tu m'aimes, je te tue (Vanity's Mirror #15)
16. Tatouages (Tattoo #16)
17. Y'a de l'électricité dans l'air (The Electrocutioner #17)
18. Le Voleur de cerveaux (Brain Drain #18)
19. La Couette d'Aphrodite - 1re partie (The Quilt of Hathor  #19)
20. La Couette d'Aphrodite - 2e partie (The Quilt of Hathor - The Awakening #20)
21. Copie conforme (Double Exposure #21)
22. La Pipe maléfique (Pipe Dream #24)
23. Le Trésor du pirate (The Pirate's Promise #22)
24. L'Étoile du shérif (Badge of Honor #23)
25. L'Amour à mort (What a Mother Wouldn't Do #25)
26. Le Vase du souvenir (Bottle of Dreams #26)

### Deuxième saison (1988-1989)
1. (Doorway to Hell)
2. (The Voodoo Mambo)
3. (And Now the News)
4. (Tails I Live, Heads You Die)
5. (Symphony in B#)
6. (Master of Disguise)
7. (Wax Magic)
8. (Read My Lips)
9. (13 O’Clock)
10. (Night Hunger)
11. (The Sweetest Sting)
12. (The Playhouse)
13. (Eye of Death)
14. (Face of Evil)
15. (Better Off Dead)
16. (Scarlet Cinema)
17. (The Mephisto Ring)
18. (A Friend to the End)
19. (The Butcher)
20. (Mesmer's Bauble)
21. (Wedding In Black)
22. (Wedding Bell Blues)
23. (The Maestro)
24. (The Shaman's Apprentice)
25. (The Prisoner)
26. (Coven of Darkness)

### Troisième saison (1989-1990)
1. Prophéties (The Prophecies - Part 1)
2. Prophéties (The Prophecies - Part 2)
3. (Demonhunter)
4. (Crippled Inside)
5. (Stick It In Your Ear)
6. (Bad Penny)
7. (Hate On Your Dial)
8. (Night Prey)
9. (Femme Fatale)
10. (Mightier Than the Sword)
11. (Year of the Monkey)
12. (Epitaph For a Lonely Soul)
13. (Midnight Riders)
14. (Repetition)
15. (The Long Road Home)
16. (My Wife as a Dog)
17. (Jack-in-the-Box)
18. (The Spirit of Television)
19. (The Tree of Life)
20. (The Charnel Pit)

## Distinctions

### Récompenses
- Prix spécial du jury pour David Winning Pour la direction de la saison deux - AMPIA Awards 1989
- Prix Golden Reel Award du Meilleur montage sonore - Télévision épisodique pour Steve Foster - Chicago International Film Festival 1989
- Prix Silver Plaque du meilleur directeur David Winning pour l'épisode « Scarlet Cinema » - Chicago International Film Festival 1992
- Prix Silver Plaque meilleure série dramatique David Winning pour l'épisode "The Sweetest Sting" - Chicago International Film Festival 1992

### Nominations
- Prix Monitor de la meilleure série dramatique originale pour Frank Morrone - International Monitor Award 1990
- Prix de la Meilleure série télévisée de Genre - Saturn Award 1990
- Prix du meilleur directeur David Winning pour l'épisode "Jack In The Box" - Gemini Awards 1990
- Prix du meilleur montage dans série dramatique pour Dave Goard pour l'épisode "The Prophecies" - Gemini Awards 1990
- Prix du meilleurs décors ou Direction artistique pour Stephen Roloff - Gemini Awards 1990
- Prix du meilleurs scénario pour Jim Henshaw - Gemini Awards 1990
- Prix du meilleur directeur David Winning pour l'épisode "Sweetest Sting" - Gemini Awards 1989
- Prix du meilleur directeur David Winning pour l'épisode "Scarlet Cinema" - Gemini Awards 1989
- Prix du meilleur acteur pour Colm Feore - Gemini Awards 1989
- Prix de la meilleure musique originale pour une série pour Fred Mollin - Gemini Awards 1989
- Prix du meilleur montage dans série dramatique pour Dave Goard - Gemini Awards 1989
- Prix du meilleur son dans série dramatique pour Christopher Hutton - Gemini Awards 1989
- Prix du meilleur son dans série dramatique pour Steve Foster - Gemini Awards 1989
- Prix du meilleur son dans série dramatique pour Terry Gordica - Gemini Awards 1989
- Prix du meilleur son dans série dramatique pour Tim Archer - Gemini Awards 1989
- Prix du meilleur son dans série dramatique pour Gary Daprato - Gemini Awards 1989
- Prix du meilleur scénario dans série dramatique pour Timothy Bond - Gemini Awards 1989
- Prix du meilleur scénario dans série dramatique pour Peter Jobin - Gemini Awards 1989
- Prix du meilleur scénario dans série dramatique pour Bruce Martin - Gemini Awards 1989
- Prix du meilleur scénario dans série dramatique pour Roy Sallows - Gemini Awards 1989
- Prix des meilleurs effets spéciaux pour John Gajdecki pour l'épisode "13 O'Clock" - Primetime Emmy 1989
- Prix des meilleurs effets spéciaux pour Gary L. Smith pour l'épisode "13 O'Clock"- Primetime Emmy 1989
- Prix du meilleur design graphique et le titre Séquences pour Paul Boyington - Primetime Emmy 1989

## DVD
- États-Unis :

- L'intégrale de la saison 1 est sortie le 23 septembre 2008 chez Paramount dans un coffret 6 DVD. L'audio est en anglais mono sans sous-titres. (ASIN B00168OILM).
- L'intégrale de la saison 2 est sortie le 10 février 2009 chez Paramount dans un coffret 6 DVD. L'audio est en anglais mono sans sous-titres. (ASIN B001LM64U6).
- L'intégrale de la saison 3 est sortie le 22 septembre 2009 chez Paramount dans un coffret 5 DVD. L'audio est en anglais mono sans sous-titres. (ASIN B002FLOTYU).